# Azalaïs av Montferrat
Azalaïs av Montferrat, född 1150, död 1232, var en italiensk adelskvinna, markisinna av Saluzzo 1212-1215 som gift med markis Manfred I av Saluzzo.
Hon var ställföreträdande regent i Saluzzo för sin son minderåriga Manfred II av Saluzzo mellan 1215 och 1218. 